# نوویه کاریاودی (شهرستان شارانسکی، باشقیرستان)
نوویه کاریاودی (انگلیسی: Novye Karyavdy, Sharansky District, Republic of Bashkortostan) یک شهرک در شهرستان شارانسکی استان باشقیرستان کشور روسیه است.